# Alfred Gromilovich
Alfred Gromilovich (* 23. Juni 1922 in Berlin; † unbekannt) war ein deutscher Ingenieur, Konstrukteur und Volkskammerabgeordneter der SED.

## Leben
Gromilovich war der Sohn eines Arbeiters. Nach dem Besuch der Volksschule ging er an eine Vorstudienanstalt in Berlin. Von 1937 bis 1940 absolvierte er eine Lehre als Werkzeugmacher. Nach Ausbruch des Zweiten Weltkrieges wurde er zur deutschen Wehrmacht einberufen. Nach seiner Rückkehr studierte er von 1949 bis 1954 an der Technischen Hochschule Dresden und wurde Diplom-Ingenieur. Als Konstrukteur arbeitete er im VEB Berliner Werkzeugmaschinenfabrik Berlin-Marzahn.
Im Jahre 1986 meldete er mit anderen Personen ein Betongestell für Innenrundschleifmaschinen zum Patent an.

## Politik
Gromilovich wurde 1946 Mitglied der SED. In der Wahlperiode von 1963 bis 1967 war er Mitglied der SED-Fraktion in der Volkskammer der DDR.

## Auszeichnungen
- Vaterländischer Verdienstorden in Bronze
- Medaille „Für ausgezeichnete Leistungen“